# Новоолександрівська сільська рада (Кропивницький район)
| Новоолександрівська сільська рада — колишній орган місцевого самоврядування у Кропивницькому районі Кіровоградської області з адміністративним центром у с. Новоолександрівка. Сільській раді підпорядковані населені пункти: - с. Новоолександрівка - с. Медерове - с. Молодецьке - с. Нововолодимирівка |

## Склад ради
Рада складається з 14 депутатів та голови.

### Керівний склад ради
| ПІБ                              | Основні відомості                                                                                                | Дата обрання | Дата звільнення |
| -------------------------------- | --- | ------------ | --------------- |
| Шаповалов Олександр Валентинович | Сільський голова, 1964 року народження, освіта, безпартійний                                                     | 26.03.2006   | 31.10.2010      |
| Сащенко Юрій Якович              | Сільський голова, 1971 року народження, освіта середня спеціальна, член Всеукраїнського об'єднання «Батьківщина» | 31.10.2010   |                 |

Примітка: таблиця складена за даними джерела

## Населення
Згідно з переписом УРСР 1989 року чисельність наявного населення села становила 454 особи, з яких 190 чоловіків та 264 жінки.
За переписом населення України 2001 року в селі мешкало 429 осіб.

### Мова
Розподіл населення за рідною мовою за даними перепису 2001 року:
| Мова       | Відсоток |
| ---------- | -------- |
| українська | 94,04 %  |
| російська  | 5,05 %   |
| білоруська | 0,46 %   |
| молдовська | 0,46 %   |